# Henriette Confurius
Henriette Confurius (ur. 5 lutego 1991) – niemiecko-holenderska aktorka filmowa i telewizyjna.

## Filmografia wybrana[1]
- Frauen, die Prosecco trinken (2001)
- Die Meute der Erben (2001)
- Ballett ist ausgefallen (2002)
- Mein erstes Wunder (2002)
- Nachmittag in Siedlisko (2002)
- Show Time (2006)
- Ratunku, moja córka wychodzi za mąż(inne języki) (Hilfe, meine Tochter heiratet, 2006)
- Der Novembermann (2007)
- Das Geheimnis im Wald (2008)
- Die Wölfe (2009)
- Krwawa hrabina (The Countess, 2009)
- Ellas Geheimnis (2009)
- Jenseits der Mauer (2009)
- Inspektor Barbarotti – Mensch ohne Hund (2010)
- Eichmanns Ende – Liebe, Verrat, Tod (2010)
- Küstenwache – Claras Traum (2010)
- Familie Fröhlich – Schlimmer geht immer (2010)
- Wir sind wieder wer (2011)
- Der ganz große Traum (2011)
- Miłość nad fiordem(inne języki) (Liebe am Fjord, 2010)
- Ameisen gehen andere Wege (2011)
- Wieloskórka (Allerleirauh, 2012)
- Die Holzbaronin (2013)
- Ein blinder Held – Die Liebe des Otto Weidt (2014)
- Siostry i Schiller(inne języki) (Die geliebten Schwestern, 2014)
- Die Fremde und das Dorf (2014)
- Tannbach (2015)
- Duch gór (Rübezahls Schatz, 2017)